# ヘルシングランドの装飾農家群
「ヘルシングランドの装飾農家群」（ヘルシングランドのそうしょくのうかぐん）は、スウェーデンのヘルシングランド地方イェヴレボリ県にあるファームハウス（農場内家屋）群。今日でもヘルシングランド地方には約1,000のファームハウスが残っており、2012年の第36回世界遺産委員会では7つのファームハウスがユネスコの世界遺産（文化遺産）に登録された。

## 解説
スウェーデン北部のノールランドにあるヘルシングランド地方のタイガの間の肥沃な谷にはファームハウス（農場内家屋）が数多く残っており、スウェーデンの伝統的な建築技術を示している。農場は建物や土地などの総称であるが、ヘルシングランド地方の農場の象徴が壮大なファームハウスである。これらのファームハウスを建築する際には木材のみが用いられている。
絵画などにより巧みに装飾された邸宅の中には、何世代かの家族を収容するものもあれば、祭礼時のみに使用されるものもある。大半は2階建てであるが、2家族が暮らせる平屋建ての邸宅もある。所有者の主な経済源はアマの栽培および森林の開発である。
ヘルシングランド地方の農場には伝統的にファームハウス以外にも多くの建物があり、壮大な納屋、大きな丸太小屋、鍛冶場、醸造所、穀物貯蔵庫、厩舎、墓地などがそうであるが、19世紀末までにはすべての機能を内包する多目的施設に置き換えられた。製粉所、給水所、夏季専用農場などがあることもある。

## 農家の一覧
世界遺産に登録されている農家は以下のとおりである。
| 世界遺産コード | 都市           | 村         | 農家名      |
| -------------- | -------------- | ---------- | ----------- |
| 1282-002       | ボルネス市     | Vallsta村  | Gästgivars  |
| 1282-006       | ユースダール市 | Letsbo村   | Bommars     |
| 1282-005       | ユースダール市 | Fågelsjö村 | Bortom åa   |
| 1282-001       | ユースダール市 | Järvsö村   | Kristofers  |
| 1282-004       | Ovanåker市     | Alfta村    | Jon-Lars    |
| 1282-003       | Ovanåker市     | Alfta村    | Pallars     |
| 1282-007       | Söderhamn市    | Söderala村 | Erik-Anders |

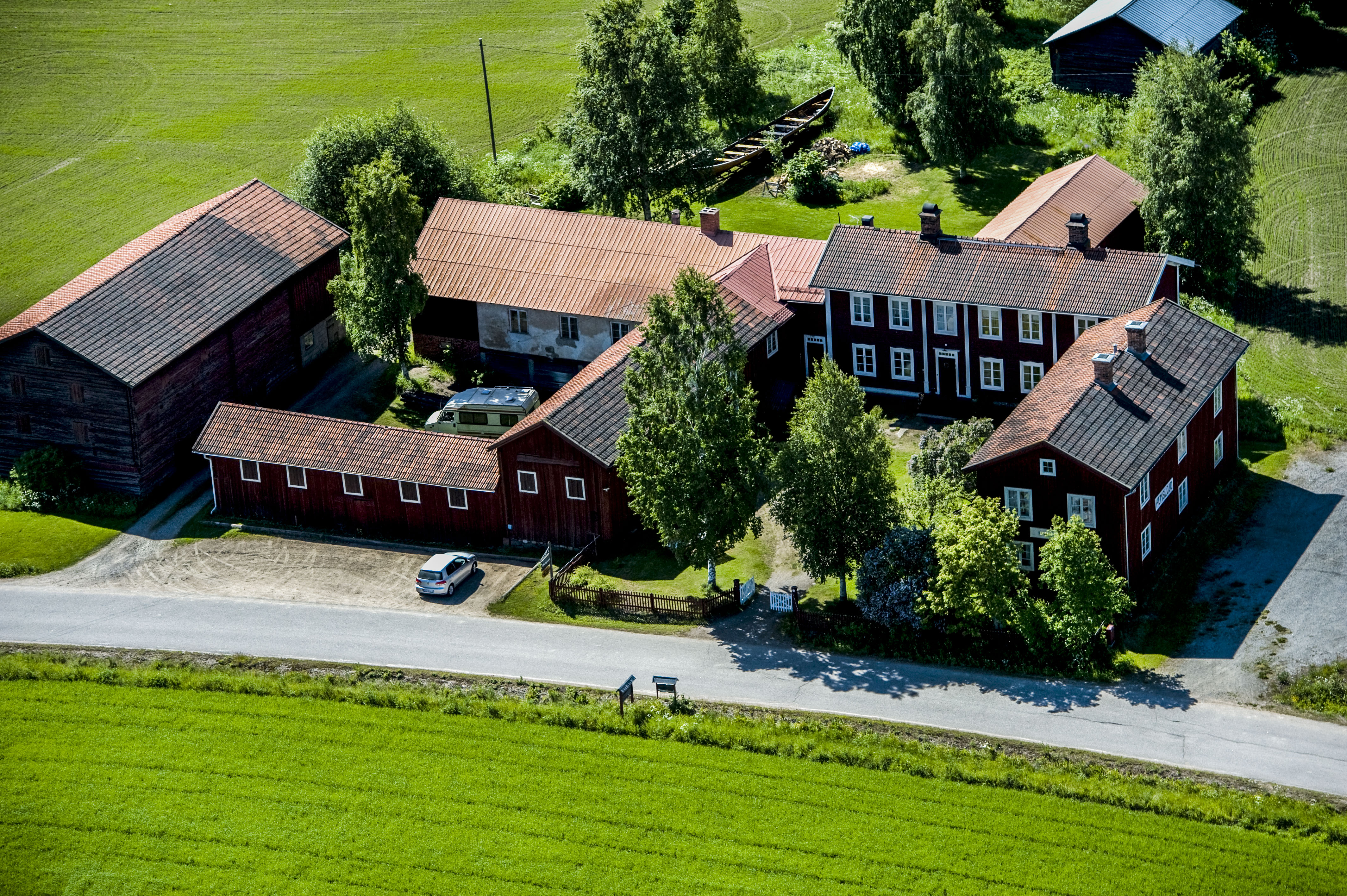
空から見たGästgivars
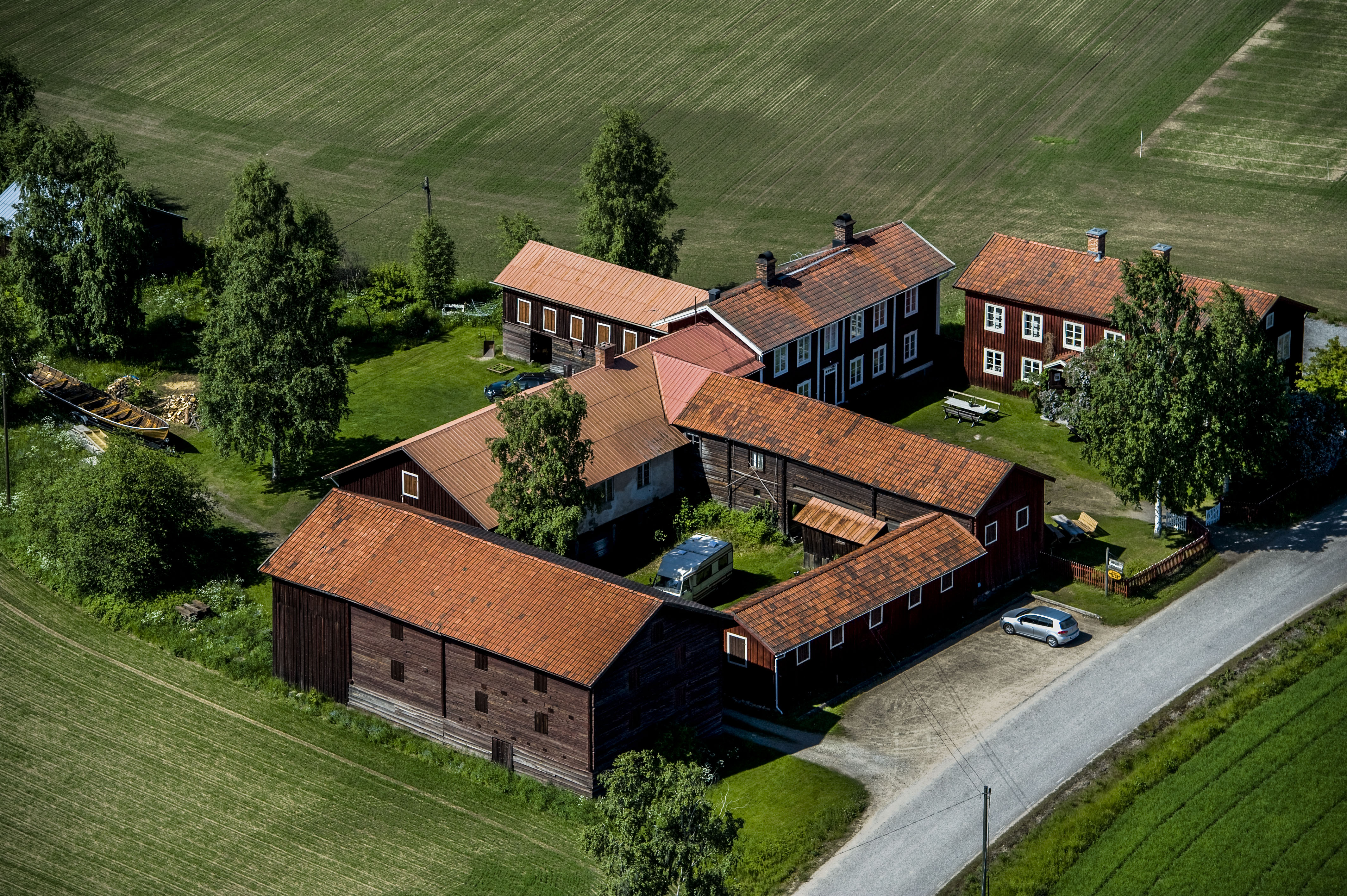
空から見たGästgivars
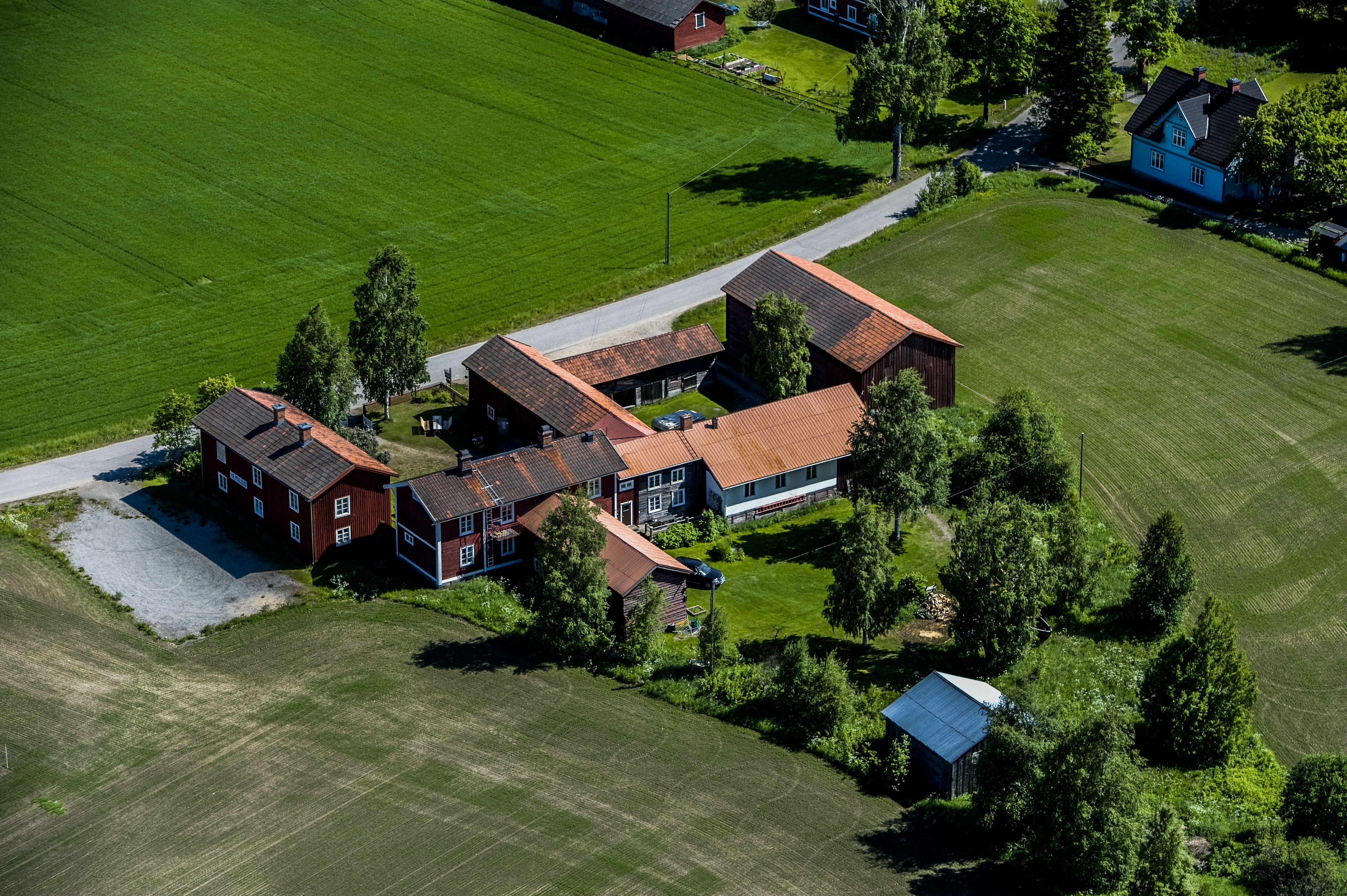
空から見たGästgivars
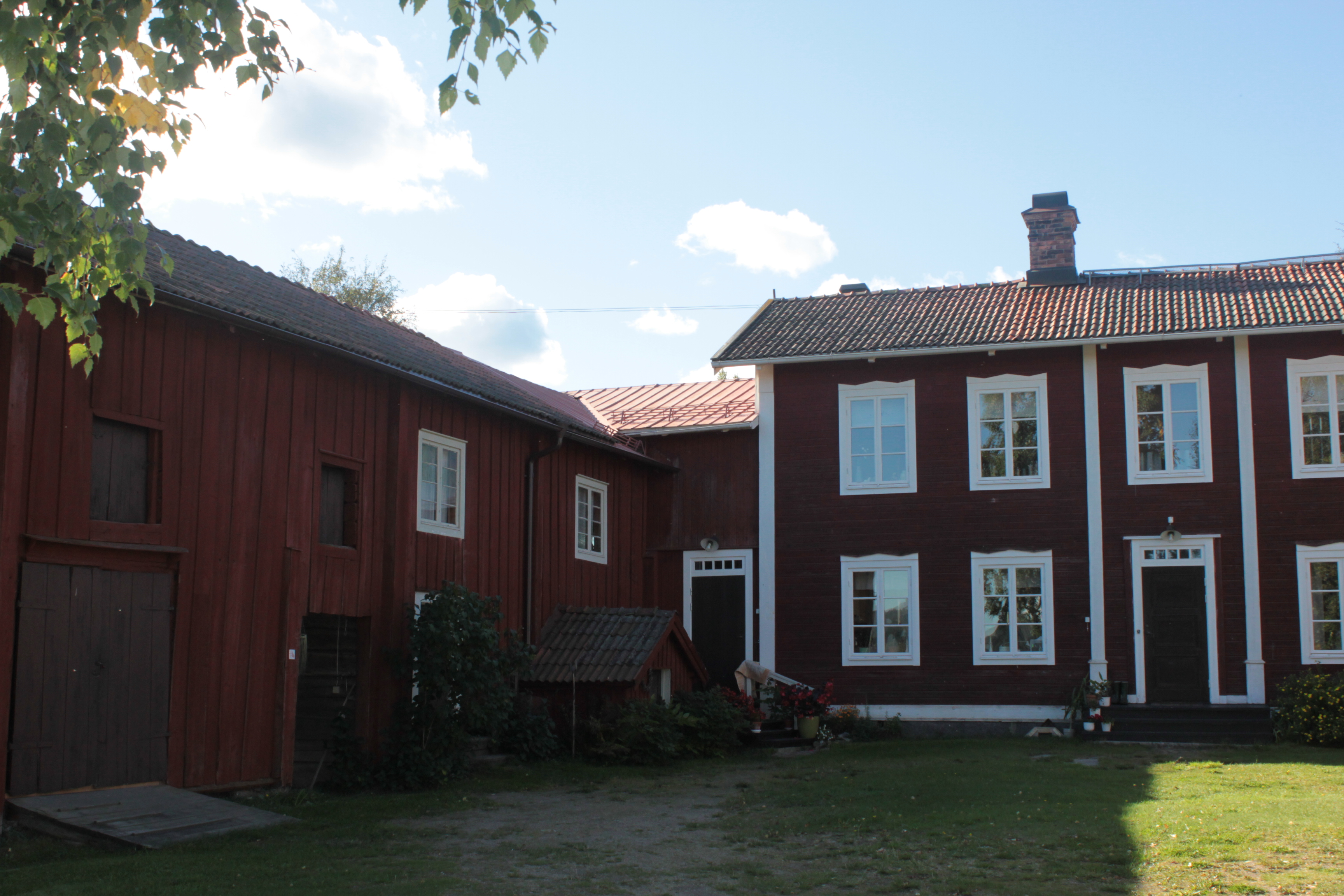
Gästgivarsの左側角
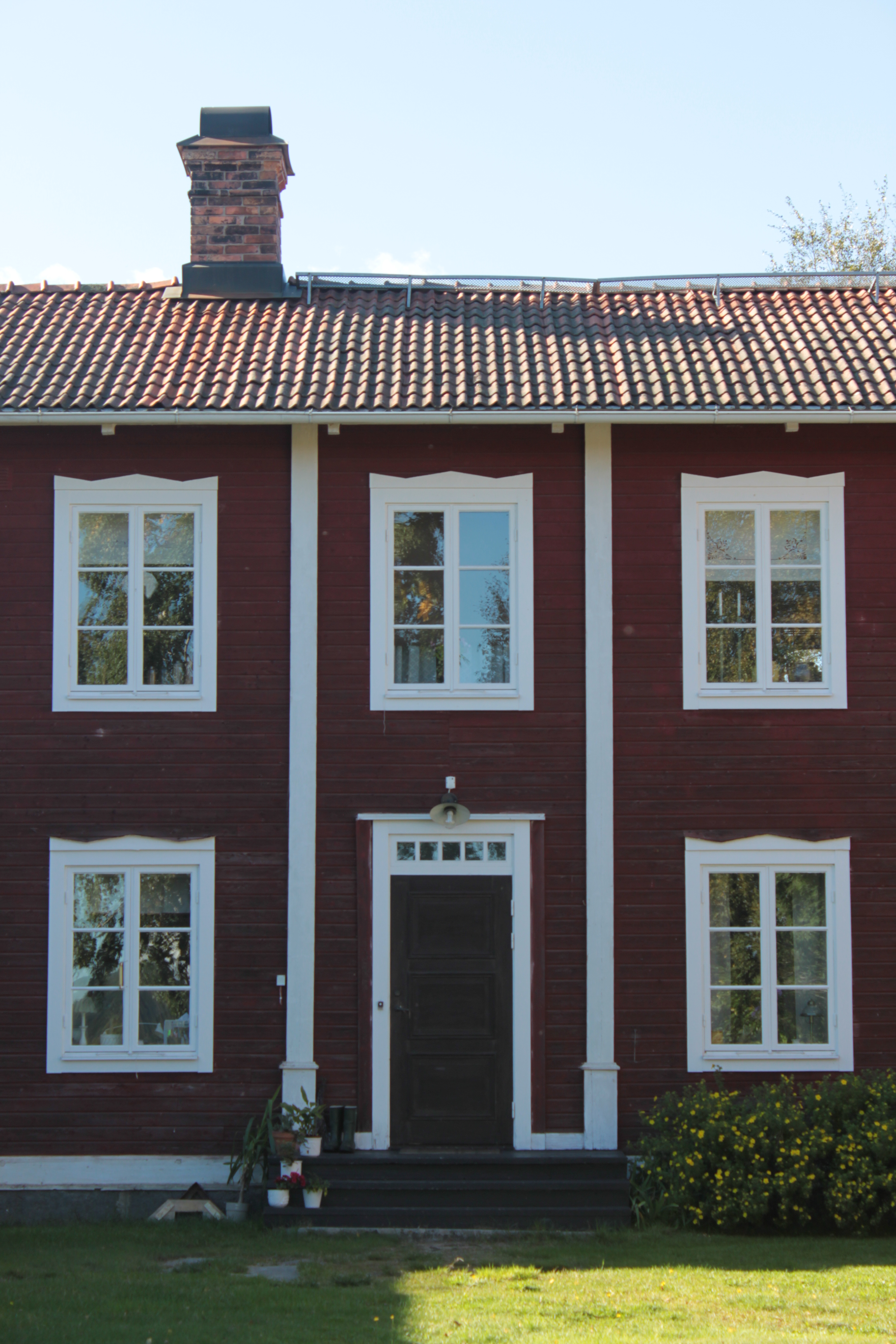
Gästgivarsの扉と窓
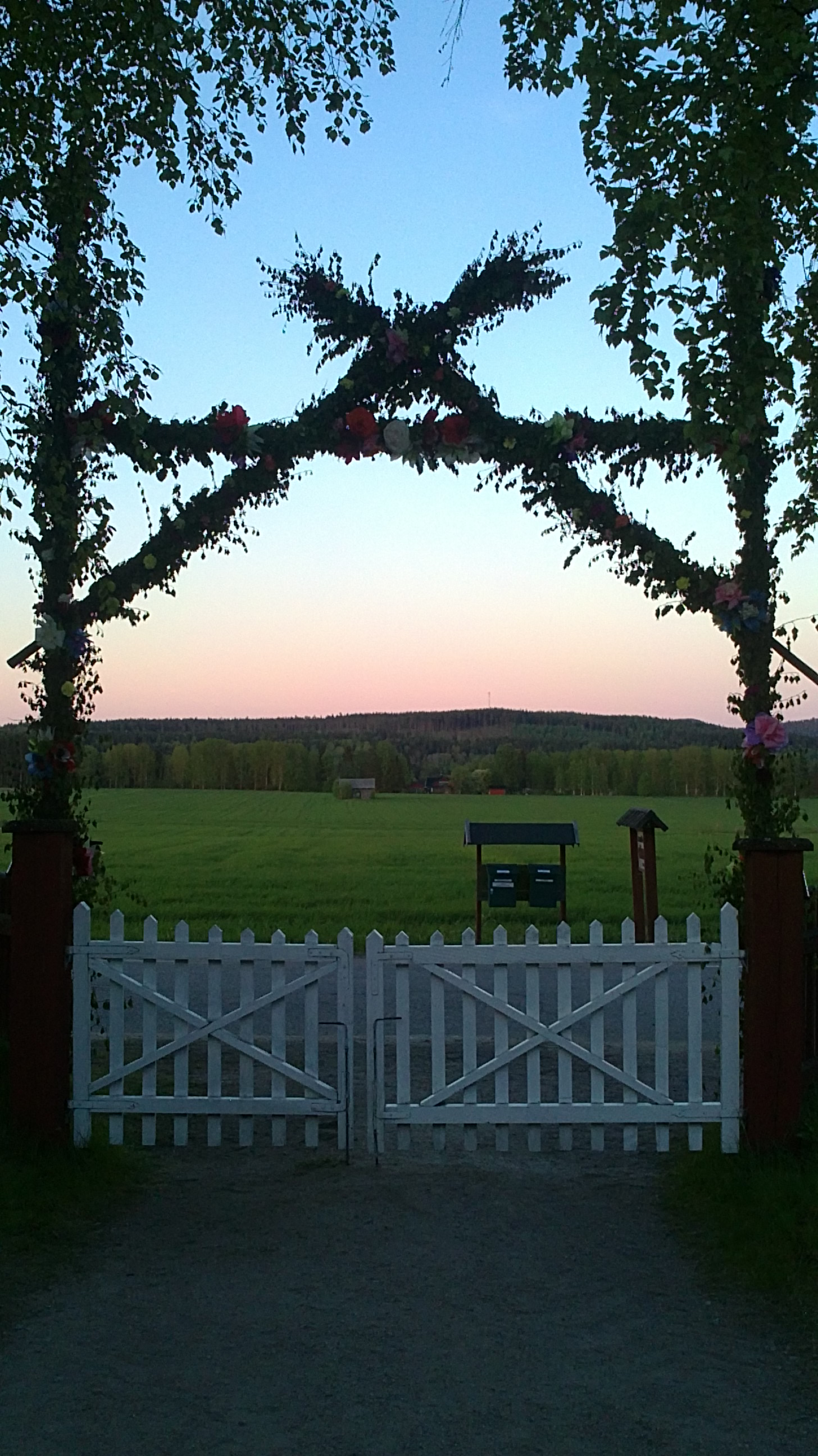
Gästgivarsの農場